# Veronika Pernsteiner
Veronika Pernsteiner (* um 1960) ist eine österreichische Frauenfunktionärin und ehemalige Vorsitzende der Katholischen Frauenbewegung Österreichs.

## Leben und Wirken
Pernsteiner ist Mutter zweier erwachsener Kinder und wohnt in Feldkirchen an der Donau. Sie war nach dem Abschluss der Handelsschule von 1977 bis 2004 Schalterangestellte in der Sparkasse Oberösterreich, pflegte anschließend im Hospizkarenz ihre Mutter und war danach in der Öffentlichkeitsarbeit des Katholischen Bildungswerkes der Diözese Linz tätig.
Für die Organisation von Tschernobyl-Kindererholungsaktionen, bei denen etwa 500 Kinder aus dem verstrahlten Gebiet Zeit in Österreich verbrachten, wurde sie 2011 mit dem Menschenrechtspreis des Landes Oberösterreich ausgezeichnet.
2009 schloss sie den Masterlehrgang „Interkulturelle Studien“ an der Universität Salzburg ab.
Ihr Engagement in der Katholischen Frauenbewegung begann 1992 in ihrer Heimatpfarre Feldkirchen. 2012 wurde sie als stellvertretende Vorsitzende der Katholischen Frauenbewegung Österreichs gewählt, leitet seither deren wichtigstes Projekt, die Aktion Familienfasttag und übernahm 2015 den Vorsitz der mit rund 170.000 Mitglieder zählenden größten Frauenorganisation Österreichs von Barbara Haas.

## Medien
- Herbert Schorn: Veronika Pernsteiner: Sie will Frauen in der Kirche begeistern, Porträt in der Tageszeitung Oberösterreichische Nachrichten vom 27. April 2015